# Batalha de Lemnos (1024)
A batalha de Lemnos de 1024 foi um confronto culminado por um raide realizado pelas tropas da Rússia de Quieve através do Dardanelos e no mar Egeu, tendo sido ela o penúltimo confronto entre o Império Bizantino e os rus'.

## Eventos
A única fonte para o conflito é a história de João Escilitzes. Segundo Escilitzes, em 1024 um líder rus' chamado Crisóquero reuniu 800 homens e velejou para Constantinopla, com o objetivo de alistar-se para a guarda varegue do imperador Basílio II Bulgaróctono (r. 976–1025). Este Crisóquero era um parente do último príncipe quievano, Vladimir I (r. 980–1015), que havia casado com Ana Porfirogênita, irmão de Basílio II. Seu verdadeiro nome é desconhecido, e "Crisóquero" é mais provavelmente a tradução grega de seu nome, significando "mão de ouro". Blondal propôs que derivou do nórdico antigo Altemundir (Auđmundr), ou do inglês antigo Edmundo.
Em Constantinopla, Crisóquero e seus homens foram convidados a render suas armas antes de receberem permissão para entrar na cidade para se alistarem. Os rus' recusaram, e em vez disso velejaram para sul através da Propôntida. O comandante do estreito de Dardanelos em Abidos tentou bloqueá-los, mas eles derrotaram-o e atravessaram o estreito em direção ao mar Egeu. Dirigiram-se então para a ilha de Lemnos, onde foram confrontados por uma frota bizantina muito maior, compreendendo efetivos do estratego de Samos Davi de Ócrida, a frota do Tema Cibirreota, e as tropas do duque de Salonica, Nicéforo Cabásilas. Os comandantes bizantinos inicialmente fingiram que gostariam de negociar, de modo que a Rus 'foram acalmados por uma falsa segurança. Os bizantinos então atacaram-os e mataram todos.